# さつきが丘 (千葉市)
さつきが丘（さつきがおか）は、千葉市花見川区の地名。現行行政地名はさつきが丘一丁目およびさつきが丘二丁目。郵便番号は262-0014。

## 概要
さつきが丘団地として知られているが、一戸建て住宅も多数ある。1丁目と2丁目からなる。1972年（昭和47年）、住宅都市整備公団によって分譲、販売された団地を中心として東京のベッドタウンとして発展してきたが、近年は住民の少子高齢化が目立つ。

### 地価
住宅地の地価は、2017年（平成29年）1月1日の公示地価によれば、さつきが丘2丁目5番9の地点で10万7000円/m2となっている。
地名の由来
町名の由来は、「五月が丘、若葉台などの候補があったが、さつきが古くから咲いていたこと、（団地への）大部分の入居の決定は5月頃であることの理由から『さつきが丘』に決定した。」と記録に残っている。

## 歴史

### 沿革
- 1972年（昭和47年）4月 さつきが丘団地が分譲、販売され、千葉市犢橋町から分離してさつきが丘に町名変更。
  - 11月1日 千葉市立さつきが丘中学校、千葉市立さつきが丘西小学校、千葉市立さつきが丘東小学校開校。

## 世帯数と人口
2017年（平成29年）9月30日現在の世帯数と人口は以下の通りである。
| 丁目             | 世帯数    | 人口    |
| ---------------- | --------- | ------- |
| さつきが丘一丁目 | 1,876世帯 | 3,913人 |
| さつきが丘二丁目 | 2,220世帯 | 4,490人 |
| 計               | 4,096世帯 | 8,403人 |

## 観光
近年、町の中心部に位置するさつきが丘名店街のロケーションが良好であることから、映画やドラマ等での撮影に用いられる機会が増え、観光資源としての活用が期待されている。

## 小・中学校の学区
市立小・中学校に通う場合、学区は以下の通りとなる。
| 丁目             | 番地 | 小学校                     | 中学校                   |
| ---------------- | ---- | -------------------------- | ------------------------ |
| さつきが丘一丁目 | 全域 | 千葉市立さつきが丘東小学校 | 千葉市立さつきが丘中学校 |
| さつきが丘二丁目 | 全域 | 千葉市立さつきが丘西小学校 | 千葉市立さつきが丘中学校 |

## 主な施設

### 教育機関
- 青い鳥第二幼稚園
- さつきが丘幼稚園
- 千葉市立さつきが丘西小学校
- 千葉市立さつきが丘東小学校
- 千葉市立さつきが丘中学校

### 公共機関
- 花見川郵便局
- さつきが丘公民館

### 史跡・公園
- 犢橋貝塚
- 神場公園

### 商業
- トップマートさつきが丘店
- ウエルシア薬局
- さつきが丘名店街